# Benito Bermejo
Benito Bermejo Sánchez (Salamanca, 1963) es un historiador, profesor de historia e investigador español, especializado en el estudio de los deportados españoles a campos de concentración nazis.

## Biografía
Nacido en Salamanca en 1963, estudió en la universidad de la ciudad. Investigador independiente, también ha trabajado vinculado a la Universidad Nacional de Educación a Distancia. Su interés por el tema de los deportados españoles surgió a raíz de una estancia suya en Francia, donde entró en contacto con exiliados españoles. Es autor, junto a Sandra Checa, de Libro memorial. Españoles deportados a los campos nazis (1940-1945) (Ministerio de Cultura, 2006), un inventario de los al menos 9000 españoles que fueron enviados a campos de concentración nazis, y su correspondiente destino.
Ha estudiado en detalle la figura Francisco Boix, un fotógrafo comunista español que trabajó en el laboratorio fotográfico del servicio de identificación del campo de concentración de Mauthausen-Gusen y que lograría rescatar en torno a 20 000 instantáneas de ser destruidas por orden de las autoridades nazis, una vez que la Segunda Guerra Mundial cambiara de signo. Sobre Boix escribiría la biografía Francisco Boix, el fotógrafo de Mauthausen, publicada por RBA Editores en 2002. Más adelante, en 2015, apareció una versión corregida y aumentada de esta, bajo el título El fotógrafo del horror. La historia de Francisco Boix y las fotos robadas a los SS de Mauthausen. Previamente había trabajado como guionista y en la investigación histórica para un documental sobre Boix realizado por Llorenç Soler que se estrenó en el año 2000 y que obtendría nominación a un Premio Emmy.
Benito Bermejo aparece  como uno de los personajes, representado por el actor Chani Martín, en la película Marco. La realidad inventada.